# جان کلارک (فیزیکدان)
جان کلارک (انگلیسی: John Clarke؛ زادهٔ ۱۰ فوریهٔ ۱۹۴۲) فیزیک‌دان اهل بریتانیا است.
وی همچنین برندهٔ جوایزی همچون جایزه کامستاک در فیزیک، همکار انجمن سلطنتی، و کمک‌هزینه گوگنهایم شده‌است.